# G.I. Joe: Báo thù
G.I. Joe: Báo thù (tựa gốc: G.I. Joe: Retaliation) là một phim hành động khoa học viễn tưởng quân sự do Jon M. Chu đạo diễn và kịch bản viết bởi Rhett Reese và Paul Wernick, dựa trên thương hiệu G.I. Joe của Hasbro. Đây là phần tiếp theo của bộ phim Biệt đội G.I. Joe: Cuộc chiến Mãng xà ra mắt năm 2009. G.I. Joe: Báo thù có sự tham gia của một dàn diễn viên lớn gồm Byung-hun Lee, Ray Park, Jonathan Pryce, Arnold Vosloo và Channing Tatum đảm nhận các vai của họ từ phần đầu. Luke Bracey và Robert Baker đảm nhận vai Cobra Commander thay thế Joseph Gordon-Levitt. Dwayne Johnson, D. J. Cotrona, Adrianne Palicki, Ray Stevenson và Bruce Willis là những người mới tham gia vào dàn diễn viên chính.